# Souhláskové stupňování
Souhláskové stupňování (neboli souhlásková gradace) je druh souhláskové mutace, kde se souhlásky střídají v různých stupních. Vyskytuje se v určitých uralských jazycích, jako je např. finština, estonština, karelština, severní sámština nebo nganasanština. Z baltofinských jazyků má tento systém nejrozsáhlejší votština. Ve většině těchto jazyků probíhá střídání ve dvou stupních, avšak např. severní sámština má tyto stupně tři.

## Souhláskové stupňování v jazycích

### Finština
Ve finštině dochází k mutaci souhlásky v poslední slabice či předposlední slabice. Tato mutace funguje oběma směry jako zeslabování nebo zesilování.
Příkladem zeslabování je:
- halpa (levný) → halvan (gen. – levného)
- aloittaa (začít) → aloitan (začínám)
- katu (ulice) → kadussa (ines. – na ulici)

Příkladem zesilování je:
- tavata (potkat) → tapaan (potkávám)
- maata (ležet) → makaan (ležím)

| Silná | kk | pp | tt | k    | p | t | nk | lk | rk | lke | rke | hke | uku | yky | lp | rp | mp | ht | nt | lt | rt |
| Slabá | k  | p  | t  | němá | v | d | ng | l  | r  | lje | rje | hje | uvu | yvy | lv | rv | mm | hd | nn | ll | rr |

### Votština
Votština má oproti ostatním baltofinským jazykům rozsáhlejší systém souhláskového stupňování a podobně jako ve finštině probíhá ve dvou stupních. Kromě souhlásek existuje ještě změna samohlásky i na ďď, pokud i stojí mezi samohláskami. Změny jsou následující:
Jedna souhláska:
- kk → k, pp → p, tt → t, ss → s, šš → š, tts → ts, ttš → tš (ďď)
- k → g: hk → hg, lk → lg, nk → ng, rk → rg
- p → v: lp → lv, rp → rv
- t → d (ďď, jj, v), ť → ď
- t → němá: ht → h, nt → nn (n), lt → ll (l), rt → rr (r)
- s → z: hs → hz, rs → rz
- š → ž
- mp → mm

Kombinace souhlásek:
- tš → dž[2] (němá, ď, g)
  - htš → hj (zg, sk, zz, hď[2], zď[2])
  - ntš → nď (nn, ńń, ndž[2])
  - ltš → lg (ll)
  - rtš → rď (rj, rg, rdž[2])
- fk → vg, pk → bg, tk → dg, šk → žg, sk → zg (zz)
- tšk → džg